# 豊田市立矢並小学校
豊田市立矢並小学校（とよたしりつ やなみしょうがっこう）は、愛知県豊田市矢並町にある公立小学校。

## 概要
- 矢並町、山中町が校区である。公立中学校に進学する場合は豊田市立高橋中学校へ進学する [1]。
- 旧・西加茂郡高橋村の東部の小学校であった。

## 沿革
- 1892年（明治25年）7月 - 寺部尋常小学校の分教場として、平井村外二か村組合立四ツ谷尋常小学校が開校する。医王寺[注釈 1]を仮校舎とする。四谷村の一部（矢並、池田、元山中）の児童が通学する。
- 1900年（明治33年）7月 - 四谷村大字矢並字清徳に校舎を新築し、移転する。
- 1906年（明治39年）7月1日 - 益富村、野見村、寺部村、渋川村、上野山村、市木村、平井村、四谷村（一部）が合併し、高橋村が発足。四ツ谷尋常小学校は高橋村の小学校となる。
- 1907年（明治40年）1月 - 高橋第五尋常高等小学校に改称する。
- 1909年（明治42年） - 校舎を増築する。
- 1917年（大正6年）8月 - 高橋第五農業補習学校を併設する。
- 1926年（大正15年） - 矢並大字大坪140番地に校舎を新築し、移転する。
- 1941年（昭和16年）4月1日 - 高橋第五国民学校に改称する。
- 1947年（昭和22年）4月1日 - 高橋村立矢並小学校に改称する。
- 1955年（昭和30年） - 校舎を新築する。
- 1956年（昭和31年）9月30日 - 高橋村が挙母市へ編入される。同時に挙母市立矢並小学校に改称する。
- 1959年（昭和34年）1月1日 - 市名を豊田市に変更する。同時に豊田市立矢並小学校に改称する。
- 1962年（昭和37年） - 校舎を増築する。
- 1974年（昭和49年） - 現在地に校舎を新築し、移転する。
- 1976年（昭和51年） - プールが完成する。
- 1980年（昭和55年） - 体育館が完成する。
- 1981年（昭和56年） - 特別教室（音楽室・理科室・図工室）が完成する。
- 1985年（昭和60年） - 特別教室（家庭科室・図書室）が完成する。
- 1993年（平成5年） - 矢並小学校100周年記念式典を行う。

## 交通アクセス
- 名鉄バス矢並線「矢並区民会館前」バス停より徒歩約10分。

名鉄三河線豊田市駅より【60系統】「鞍ヶ池東」行。【61系統】「足助」行。

## 周辺施設
- 鞍ケ池公園
- 東海環状自動車道鞍ヶ池パーキングエリア
- 豊田市立幸海小学校